# Inositol
Inositol är en sexfaldig cyklisk alkohol (polyalkohol) som har en roll i cellers intracellulära signalering. Det används som kosttillskott för att öka mängden vatten i musklerna på samma sätt som kreatin, taurin och glutamin. Det finns tillsatt i många energidrycker.
Inositol används i celler i ett antal signaltransduktionsvägar, det vill säga i de processer som en cell använder för att internt kommunicera signaler mellan sina olika delar. Människans njurar syntetiserar normalt runt ett par gram inositol per njure och dygn från glukos. Inositol har tidigare kallats för vitamin B8, men förlorade den statusen eftersom det produceras av kroppen.
Inositol finns i nio isomerer: allo-, cis-, D-chiro-, L-chiro-, epi-, muco-, myo-, neo- och scyllo-inositol. 
| allo-inositol | chiro-inositol   | chiro-inositol   |
| allo-inositol | D-chiro-inositol | L-chiro-inositol |
| cis-inositol  | epi-inositol     | muco-inositol    |
| cis-inositol  | epi-inositol     | muco-inositol    |
| myo-inositol  | neo-inositol     | scyllo-inositol  |
| myo-inositol  | neo-inositol     | scyllo-inositol  |

## Medicinsk användning
Inositol har i olika amerikanska och brittiska studier visat sig användbart för behandling av depression, OCD/tvångssyndrom och paniksyndrom.  